# ضفورة (مسورة)
ضفورة هي إحدى قرى عزلة بيحان الدولة بمديرية مسورة التابعة لمحافظة البيضاء، بلغ تعداد سكانها 29 نسمة حسب تعداد اليمن لعام 2004.